# Astro (zespół muzyczny)
Astro (hangul: 아스트로, zapis stylizowany: ASTRO) – południowokoreański boysband założony przez Fantagio. W skład grupy wchodzi czterech członków: MJ, JinJin, Cha Eun-woo oraz Sanha. Początkowo zespół składał się z sześciu osób, jednak Rocky opuścił grupę 28 lutego 2023 roku, a Moon Bin zmarł 19 kwietnia 2023 roku. Zespół zadebiutował 23 lutego 2016 roku, wydając minialbum Spring Up, który uplasował się na 6. pozycji listy Billboard World Albums Chart oraz 4. pozycji listy Gaon Album Chart. 21 grudnia 2016 roku Billboard nazwał Astro jednym z najlepszych nowych K-popowych zespołów 2016 roku.

## Historia

### 2015: Przed debiutem
Członkowie zaczynali jako stażyści w Fantagio iTeen, nowym programie rozwoju talentów w Fantagio, i byli znani jako iTeen Boys. 14 sierpnia 2015 roku Fantagio udostępniło informacje o nowej grupie za pośrednictwem swoich serwisów społecznościowych, publikując zdjęcia i profile każdego członka oraz ogłaszając nazwę grupy.
W celu wypromowania zespołu, w sierpniu 2015 roku, ASTRO zagrali w serialu internetowym To Be Continued razem z Kim Sae-ron, Seo Kang-joon (z 5URPRISE) i Hello Venus.
W styczniu 2016 roku Astro wystąpili we własnym reality show Astro OK! Ready, który emitowany był na kanale MBC Every 1.
Przed oficjalnym debiutem zespół udał się w ogólnokrajową trasę koncertową Meet U Project, odbyli dwadzieścia pokazów i dwa fanmeetingi.

### 2016: Debiut zSpring Up,Summer VibesorazAutumn Story
23 lutego 2016 roku ukazał się debiutancki minialbum ASTRO, Spring Up, z promującym go singlem „Hide & Seek” (kor. 숨바꼭질 Sumbakkokjil); album uplasował się na 6. pozycji listy Billboard World Albums Chart oraz 4. pozycji listy Gaon Album Chart. Zespół ogłosił też oficjalną nazwę fanklubu, AROHA, która jest skrótem od ASTRO Hearts All Fans (słowo w języku maori oznacza „miłość”). 25 lutego grupa wydała teledysk do „Cat's Eye” (kor. 장화 신은 고양이 Janghwa Sineun Goyangi), w którym zostały zawarte ujęcia z serialu To Be Continued. W marcu tego samego roku członkowie zespołu byli jedynymi koreańskimi artystami zaproszonymi na LeTV Entertainment Awards w Chinach.
16 czerwca 2016 roku Fantagio zapowiedziało comeback zespołu. Ich drugi minialbum, Summer Vibes, został wydany 1 lipca wraz z promującym go singlem „Breathless” (kor. 숨가빠 Sumgappa). Album uplasował się na 6. pozycji listy Billboard World Albums Chart, a singel na 21. pozycji listy Billboard World Digital Songs Chart.
Astro wystąpili w Staples Center w Los Angeles 31 lipca podczas KCON 2016. Pierwszy solowy minikoncert zespołu, ASTRO 2016 MINI LIVE – Thankx AROHA, odbył się 27 i 28 sierpnia 2016 w KEPCO Art Center w Seulu, zaledwie pół roku po ich debiucie.
Pierwsze azjatyckie tournée ASTRO The 1st Season Showcase zespołu rozpoczęło się 14 października 2016 roku koncertem w Tsutoya O-East w Tokio, w Japonii; zagrali dla 4000 fanów. 22 października spotkali się z fanami w Dżakarcie, a 12 lutego 2017 roku odbył się kolejny showcase w Bangkoku.
Trzeci minialbum, Autumn Story, ukazał się 10 listopada wraz z promującym go singlem „Confession” (kor. 고백 Gobaek).

### 2017:Winter Dream,Dream Part.01iDream Part.02
22 lutego został wydany specjalny single album Winter Dream. Było to ostatnie wydawnictwo, które zakończyło projekt czterech pór roku. Astro nie promowali płyty w programach muzycznych, ponieważ był to specjalny album poświęcony fanom. Został wydany na dzień przed pierwszą rocznicą Astro i cztery dni przed fanmeetingiem The 1st Astro Aroha Festival.
11 maja Fantagio zapowiedziało comeback Astro przez oficjalne konto na Twitterze. Ich czwarty minialbum, zatytułowany Dream Part.01, z głównym singlem „Baby”, został wydany 29 maja 2017 roku. Wraz z wydaniem minialbumu, Fantagio oficjalnie poinformowało o solowym koncercie pt. The 1st ASTROAD, który odbył się 15 i 16 lipca w Olympic Park w Seulu. Pod koniec maja Astro podpisali kontrakt z AVEX Trax, dzięki któremu zespół rozpoczął dystrybucję muzyki w całej Azji Południowo-Wschodniej, w tym m.in. na Tajwanie, w Tajlandii, Singapurze, Hongkongu i Malezji. Japońska część trasy The 1st ASTROAD odbyła się w dniach 24–29 sierpnia.
18 października Astro opublikowali harmonogram kolejnego comebacku oraz zdjęcia promocyjne. 1 listopada 2017 roku ukazał się piąty minialbum zespołu, Dream Part.02. Głównym singlem z płyty jest „Crazy Sexy Cool”.

### 2018–2019:Rise Up,All Light,VenusorazBlue Flame
10 stycznia 2018 roku zespół wydał limitowaną edycję albumu Dream Part.02 'With', która wyprzedała się w liczbie 10 tys. egzemplarzy tylko w przedsprzedaży. Limitowany album zawiera dodatkowo wiersz Eunwoo, ukryte „podziękowania” i polaroidowe zdjęcia członków, które wykonali sami.
Na początku lipca zespół zapowiedział wydanie specjalnego minialbumu. Rise Up ukazał się 24 lipca 2018 roku, wraz z teledyskiem do głównego singla „Always you” (kor. 너잖아 (Always you)). Zespół nie promował płyty w programach muzycznych, ponieważ był to specjalny album poświęcony fanom. Trasa 2018-19 ASTRO Live Tour “ASTROAD II” in Japan rozpoczęła się 1 sierpnia koncertem w Nagoi.
31 grudnia zespół zapowiedział tytuł pierwszego albumu studyjnego All Light, a dzień później ujawnił datę premiery płyty – 16 stycznia 2019 roku. Główna piosenka z płyty, „All Night”, przyniosła grupie pierwsze zwycięstwo w programie muzycznym The Show.
3 kwietnia grupa wydała swój pierwszy japoński minialbum pt. Venus. Na płycie znalazły się trzy oryginalne piosenki japońskie, a także japońskie wersje ich koreańskich singli – „Baby”, „Always You” i „All Night”. Minialbum uplasował się na 3. miejscu listy Oricon Weekly Album Chart.
12 listopada Fantagio Music poinformowało o przerwie w aktywności Moonbina, spowodowanej problemami zdrowotnymi.
12 listopada ogłoszono, że Moonbin zrobi sobie przerwę w działalności grupy ze względu na problemy zdrowotne. Mimo to wziął udział w nagraniu albumu i pojawił się w teledysku do „Blue Flame”. 20 listopada ukazał się szósty koreański minialbum, zatytułowany Blue Flame, z głównym singlem o tym samym tytule.

### 2020–2021:Gateway,All YoursiSwitch On
23 lutego 2020 roku ukazał się cyfrowo specjalny single album One & Only dedykowany fanom zespołu. Wszyscy członkowie, w tym też Moonbin, wzięli udział w nagraniu singla. Jego wersja fizyczna ukazała się 13 marca.
Siódmy koreański minialbum, pt. Gateway, ukazał się 4 maja. Głównym singlem z płyty był utwór „Knock” (kor. Knock(널 찾아가)). 13 maja otrzymali nagrodę w programie muzycznym Show Champion za piosenkę „Knock”, będącą drugim zwycięstwem grupy. 28 czerwca Astro zorganizowali internetowy koncert 2020 ASTRO Live on WWW. Tego samego dnia wydali cyfrowy singel pt. „No, I Don't” (kor. 아니 그래), który wykonali po raz pierwszy podczas tego koncertu.
14 sierpnia wytwórnia zapowiedziała, że Moonbin i Sanha utworzą pierwszą podgrupę i że duet jest w przygotowaniu do pierwszego wydawnictwa, planowanego na wrzesień. 14 września ukazał się ich minialbum In-Out, z promującym go singlem „Bad Idea”.
5 kwietnia 2021 roku ukazał się drugi album studyjny pt. All Yours, z głównym singlem „One”. 13 kwietnia zdobyli pierwsze zwycięstwo dzięki tej piosence w programie The Show (czwarte łącznie). 14 kwietnia wygrali w programie Show Champion, a 15 kwietnia w M Countdown. All Yours to pierwszy album Astro, który otrzymał certyfikat od Gaon. 
2 sierpnia roku zespół wydał ósmy minialbum pt. Switch On, z głównym singlem „After Midnight”. 10 sierpnia utwór wygrał w programie The Show, następnego dnia – w Show Champion, 13 sierpnia – w Music Bank, a także 14 sierpnia – w Show! Music Core. 7 października minialbum zdobył status platynowej płyty.
2 września Astro wydali singel promocyjny „Alive” za pośrednictwem Universe Music dla aplikacji mobilnej Universe. Utwór uplasował się na 103. pozycji na liście Gaon Download Chart.
14 października Fantagio potwierdziło, że MJ zadebiutuje jako artysta solowy z po części trotowym singlem w listopadzie. Piosenka została wydana cyfrowo, a jej producentem był muzyka trotowy Young Tak. W piosence wystąpiła gościnnie także Kim Tae-yeon — dziecięca piosenkarka, która brała udział w programie Miss Trot 2. 29 listopada utwór „Gyeseyo” (kor. 계세요) wygrał w programie muzycznym The Trot Show, dzięki czemu MJ został pierwszym idolem, który zdobył pierwsze miejsce w tym programie.

### 2022–2023: Powstanie drugiej podgrupy, zaciąg MJ, odejście Rocky'ego i śmierć Moonbina
27 grudnia 2021 roku Fantagio potwierdziło, że Jinjin i Rocky utworzą drugą podgrupę – Jinjin & Rocky. Swój debiutancki minialbum pt. Restore wydadzą 17 stycznia 2022 roku.
22 lutego 2022 roku Fantagio ogłosiło, że zorganizują spotkanie zespołu z fanami, aby uczcić szóstą rocznicę debiutu. Spotkanie z fanami Gate 6 odbyło się zarówno online, jak i osobiście, dzięki czemu był to pierwszy występ przed publicznością na żywo od 2019 roku. Podczas spotkania MJ ogłosił, że 9 maja rozpocznie służbę wojskową, jako pierwszy z członków zespołu.
16 maja został wydany trzeci koreański album studyjny Drive to the Starry Road oraz główny singel „Candy Sugar Pop”.
28 maja Astro rozpoczęli trzecią solową trasę koncertową The 3rd ASTROAD to Seoul [STARGAZER] w hali Jamsil Indoor Stadium w Seulu.
21 lipca Astro wydali promocyjny singiel „U&Iverse” dla aplikacji Universe za pośrednictwem Universe Music.
30 grudnia Fantagio wydało oficjalne oświadczenie, w którym poinformowali, że Jinjin, Cha Eun-woo, Moonbin i Sanha zdecydowali się przedłużyć swoje kontrakty, podczas gdy przedłużenie kontraktu Rockiego było wciąż przedmiotem dyskusji, a kontrakt MJ miał być omówiony po jego zwolnieniu z wojska. 28 lutego ogłoszono, że Rocky ostatecznie zdecydował się opuścić agencję i grupę.
20 kwietnia o godzinie 00:50 czasu koreańskiego (KST) agencja Yonhap News podała informację, że Moonbin zmarł, po tym jak jego menedżer znalazł go martwego w jego domu wieczorem 19 kwietnia.

## Członkowie

### Obecni
| Pseudonim   | Pseudonim | Prawdziwe imię | Prawdziwe imię | Data urodzenia     | Pozycja             |
| Latynizacja | Hangul    | Latynizacja    | Hangul         | Data urodzenia     | Pozycja             |
| ----------- | --------- | -------------- | -------------- | ------------------ | ------------------- |
| MJ          | 엠제이    | Kim Myung-jun  | 김명준         | 5 marca 1994(dts)  | główny wokal        |
| JinJin      | 진진      | Park Jin-woo   | 박진우         | 15 marca 1996(dts) | lider, główny raper |
| Cha Eun-woo | 차은우    | Lee Dong-min   | 이동민         | 30 marca 1997(dts) | wokal               |
| Yoon San-ha | 윤산하    | Yoon San-ha    | 윤산하         | 21 marca 2000(dts) | wokal, maknae       |

### Byli
| Pseudonim   | Pseudonim | Prawdziwe imię | Prawdziwe imię | Data urodzenia        | Pozycja                              |
| Latynizacja | Hangul    | Latynizacja    | Hangul         | Data urodzenia        | Pozycja                              |
| ----------- | --------- | -------------- | -------------- | --------------------- | ------------------------------------ |
| Rocky       | 라키      | Park Min-hyuk  | 박민혁         | 25 lutego 1999(dts)   | prowadzący raper, główny tancerz     |
| Moon Bin    | 문빈      | Moon Bin       | 문빈           | 26 stycznia 1998(dts) | prowadzący wokal, prowadzący tancerz |

## Dyskografia

### Albumy studyjne
- All Light (2019)
- All Yours (2021)
- Drive to the Starry Road (2022)

### Minialbumy
- Spring Up (2016)
- Summer Vibes (2016)
- Autumn Story (2016)
- Dream Part.01 (2017)
- Dream Part.02 (2017)
- Rise Up (2018; special album)
- Venus (2019, japoński)
- Blue Flame (2019)
- Gateway (2020)
- Switch On (2021)

### Single album
- Winter Dream (2017; specjalny)
- One & Only (2020; specjalny)

## Trasy koncertowe
- The 1st ASTROAD (2017)
- 2018 Astro Global Fan Meeting (2018)
- 2018-19 ASTRO Live Tour “ASTROAD II” in Japan